# 深圳龍崗萬科廣場
龍崗萬科廣場是一個位於深圳龍崗區的商場。商場是寫字樓「萬科大廈」及住宅「萬科天譽」的基座，樓高六層（地庫一層至L5），另設地庫停車場。

## 主要商戶
華潤創業旗下blt超市、施華洛世奇、Uniqlo、香奈兒、 
必勝客、星際傳奇、Meland兒童樂園、冠軍溜冰場、星光國際影城（電影院）、美樂滙美食廣場。

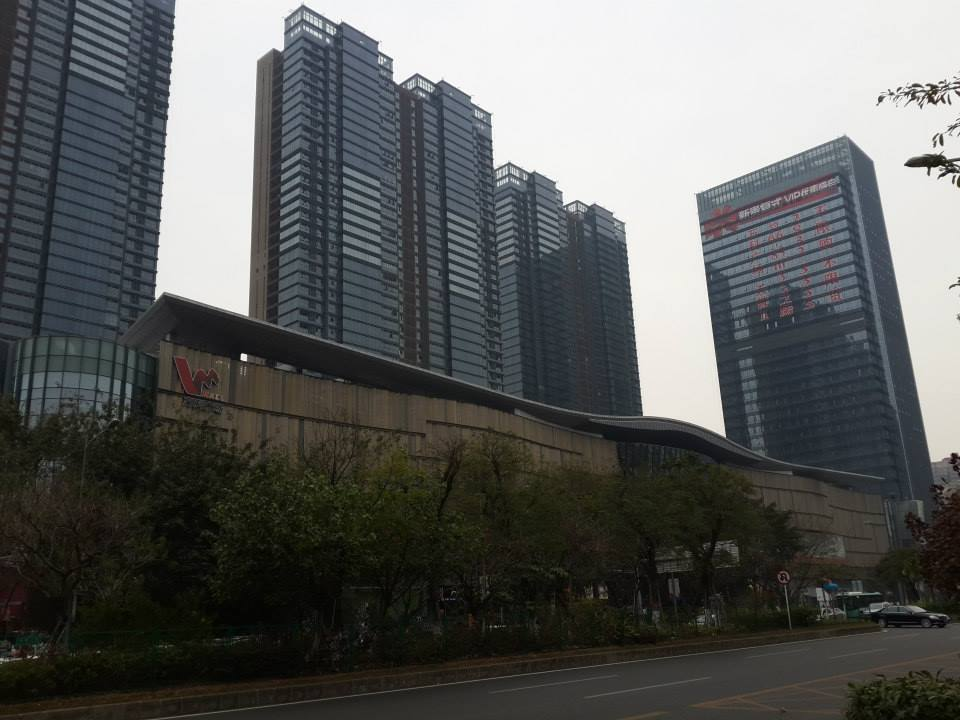
商場外觀。商場上蓋是「萬科大廈」及「萬科天譽」，而商場前方是龍翔大道

## 历史

### 領匯收購
2014年11月，領匯房地產信託基金宣佈計劃從發展商萬科收購龍崗萬科廣場80%權益，雙方於2014年11月10日簽訂無約束力意向書，惟有關收購經兩次延期後，已於2015年4月30日屆滿，雙方亦沒有再就有關收購再次延期。

### 商业物业资产证券化
2019年4月，印力发行21.16亿类REITs 标的资产为深圳龙岗万科广场 。

## 交通
深圳地鐵3號線吉祥站C出口步行5-10分鐘。商場對出的龍翔大道設有公交車站。此外，吉祥站附近的龍崗大道有不少公交路線途經。

## 邻近
世贸中心
万科里
龙岗区政府
龙城广场